# منشار أركت

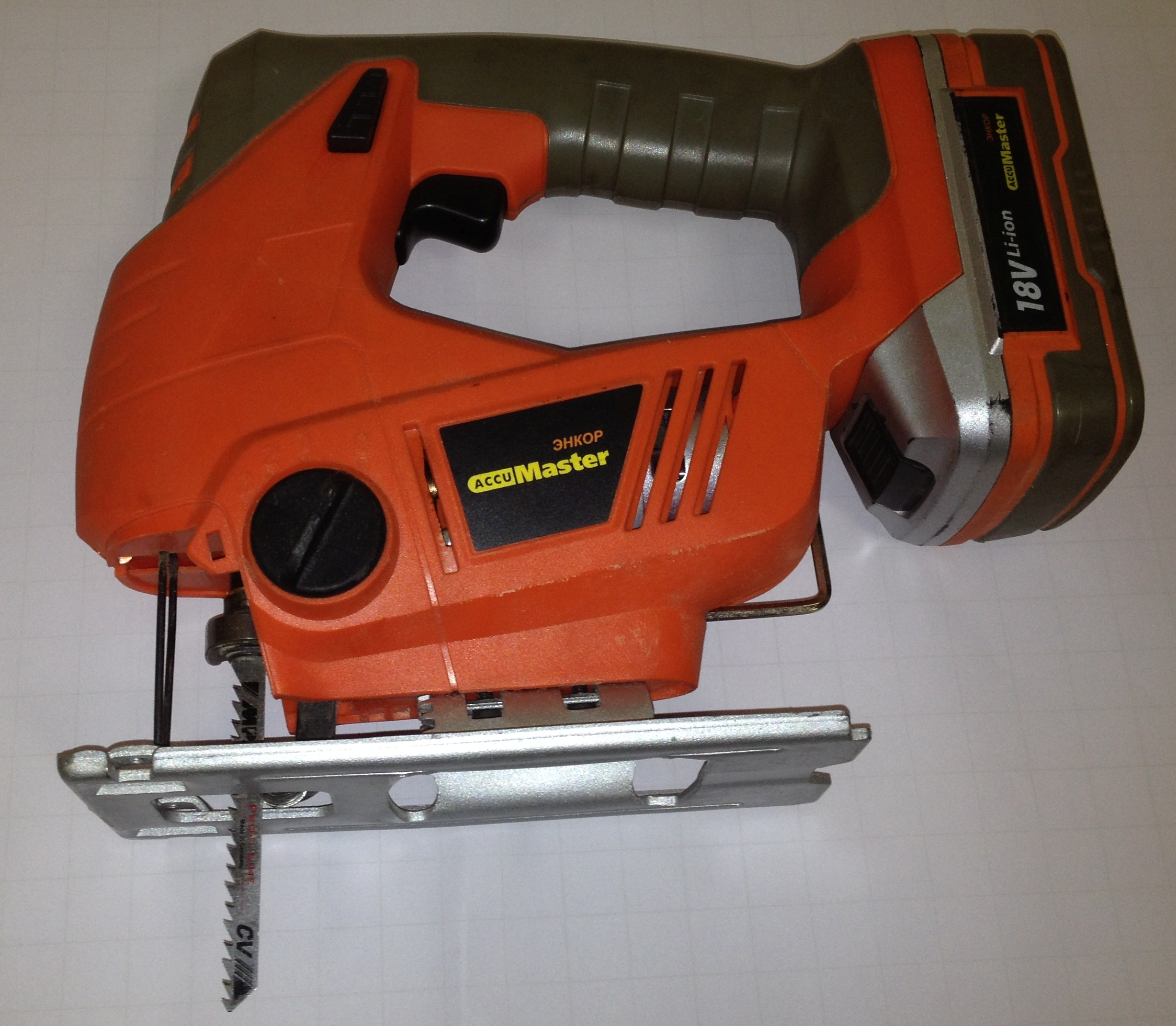

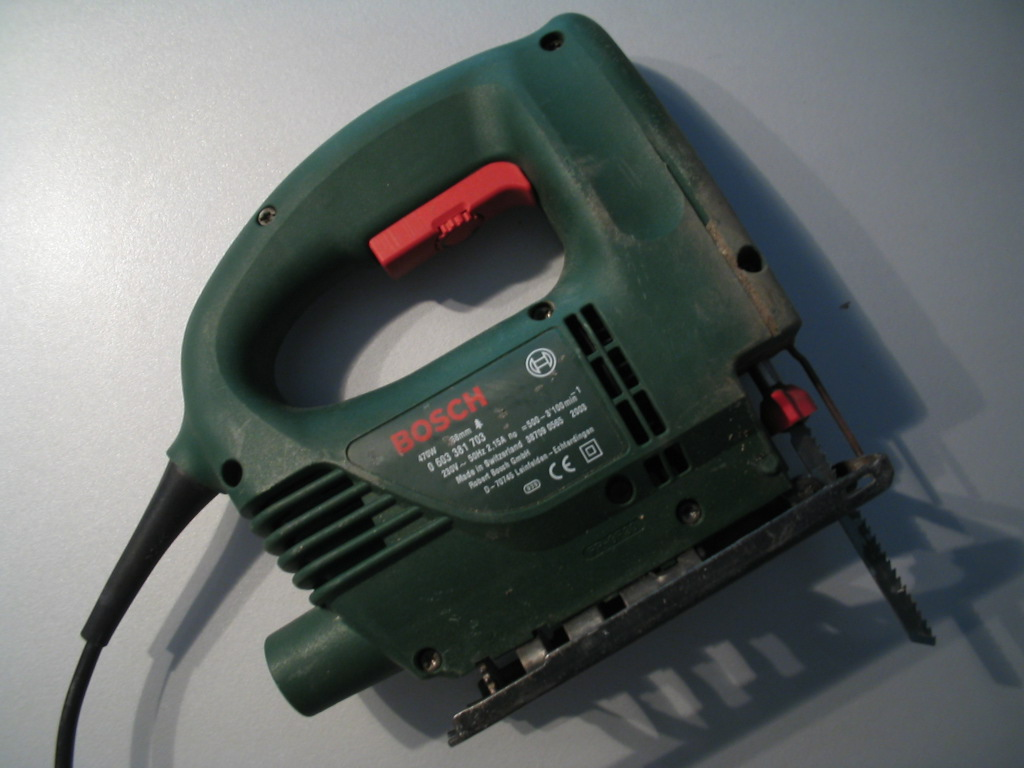

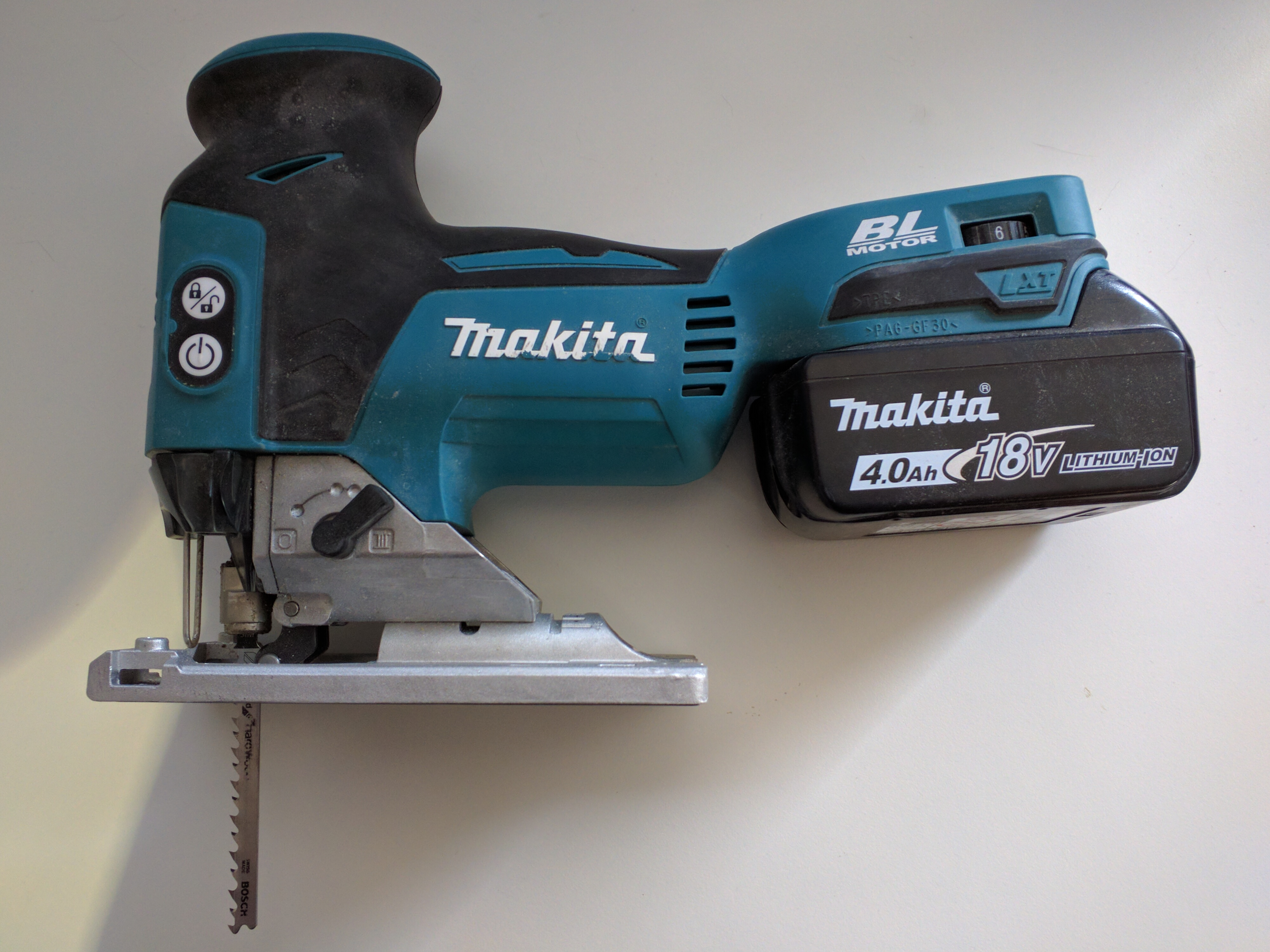
منشار أركت بالبطارية

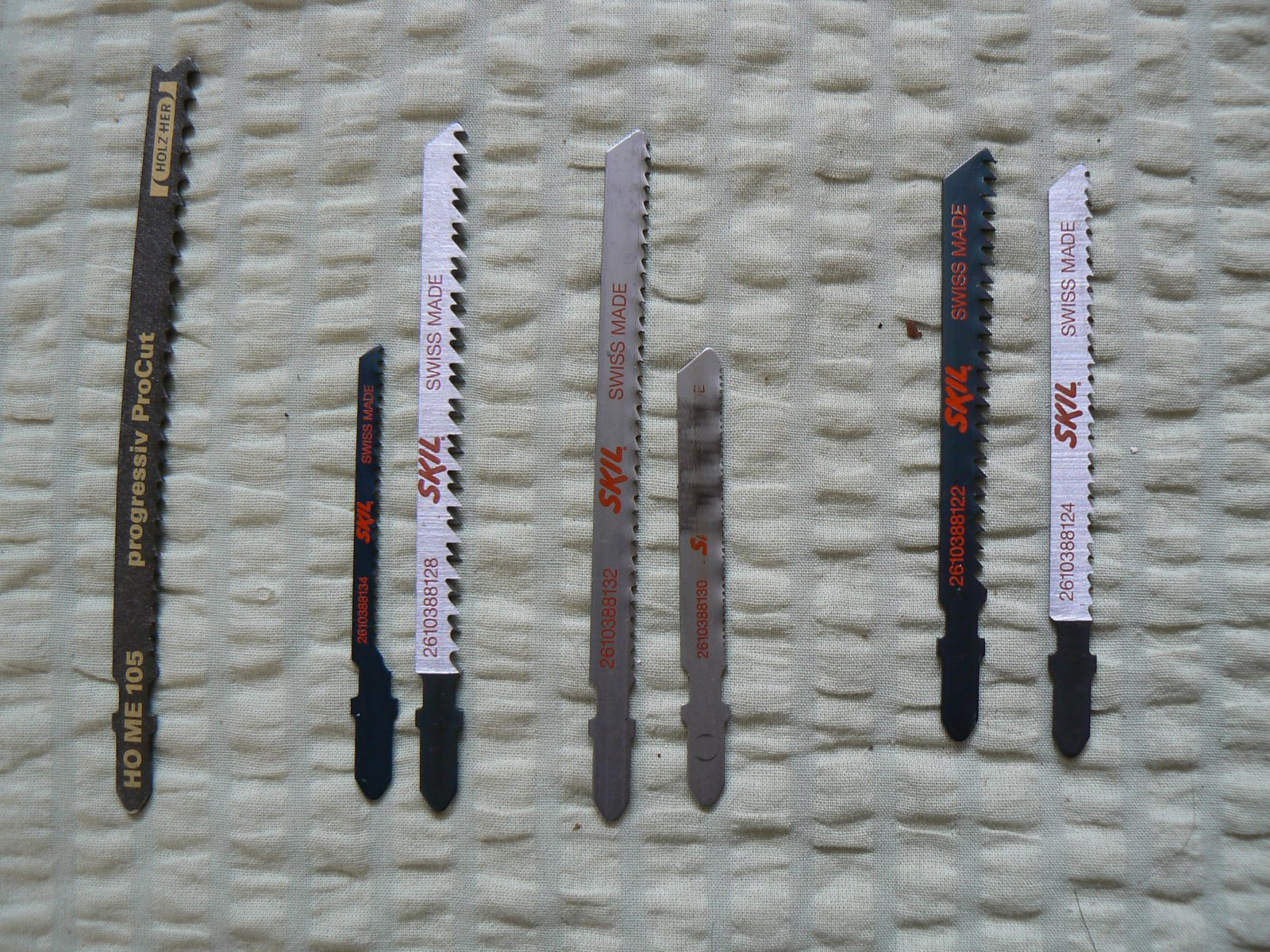
شفرات على شكل حرف T

منشارٌ أَركَت أو منشار قطع النماذج هو منشار يستخدم نصلًا تردديًا لقطع المنحنيات غير المنتظمة مثل التصميمات المرسومة بالمرسام وذلك في الخشب أو الفلز أو أي مواد أُخَر.
ظهر منشار أركت أول مرة في القرن التاسع عشر واستخدمت المِدوس لتشغيل النصل التي كانت رقيقة وموتّرة مثبتة عند كلا الطرفين بإطار متذبذب. يُطلق على هذا النوع من المنشار الآن عادةً منشار زخرفة رفيع.
منشار أركت المحمول الحديث المزود بنصل صلبة مؤمنة في أحد طرفيه والقطع عند الشوط الأعلى قُد عام 1947 بواسطة شركة Scintilla AG (التي حصل عليها بوش لاحقًا).
تتكون أداة تشغيل منشار أركت من محرك كهربائي ونصل منشار ترددي. يمكن لمناشير الأركت ذات الألواح الوحيدة التي لها وظيفة الميلان أن تقطع زوايا تصل عادةً إلى 45 درجة بالنسبة إلى الضربة الرأسية العادية لعمل وصلة مشطوبة. كانت مناشير الأركت المحمولة تعمل بالتيار الكهربائي ولكن التي تعمل بالبطارية تطغى عليها.